# Liste der denkmalgeschützten Objekte in Schwarzenberg (Vorarlberg)
Die Liste der denkmalgeschützten Objekte in Schwarzenberg enthält die 46 denkmalgeschützten, unbeweglichen Objekte der Gemeinde Schwarzenberg im Bregenzerwald.

## Denkmäler
| Foto |                 | Denkmal                                                                      | Standort                                        | Beschreibung | Metadaten |
| ---- | --------------- | ---------------------------------------------------------------------------- | ----------------------------------------------- | --- | --- |
| ja   | Datei hochladen | Kapelle hl. Maria HERIS-ID: 5509 Objekt-ID: 1380                             | in Bödele Standort KG: Schwarzenberg            | Die Marienkapelle am Bödele, deren Erscheinungsbild an eine skandinavische Dorfkirche erinnert, wurde 1905/1906 von Otto Hämmerle errichtet. Sie verfügt über einen annähernd rechteckigen Grundriss, ein Satteldach und einen Glockendachreiter mit Giebelspitzhelm. | BDA-Hist.: Q37840096 Status: § 2a Stand der BDA-Liste: 2025-06-30 Name: Kapelle hl. Maria GstNr.: .492 Hl. Maria auf dem Bödele, Schwarzenberg                                           |
| ja   | Datei hochladen | Bauernhof (Anlage), Heimatmuseum HERIS-ID: 5533 Objekt-ID: 1404              | Brand 34 Standort KG: Schwarzenberg             | Der ehemalige Bauernhof Brand 34, ein Bregenzerwälder Haus in traditioneller Holzbauweise, wird auf ein Alter von 450 Jahren datiert. 1928 wurde er als Heimatmuseum adaptiert, darin finden sich Einblicke in die bäuerliche Lebensweise des 19. Jahrhunderts. 2007 erhielt das Gebäude einen neuen Trakt, wie das alte Gebäude als Holzbau ausgeführt, in dem das Angelika-Kauffmann-Museum untergebracht ist. | BDA-Hist.: Q18694541 Status: § 2a Stand der BDA-Liste: 2025-06-30 Name: Bauernhof (Anlage), Heimatmuseum GstNr.: 1076/5 Angelika-Kauffmann-Museum (Schwarzenberg)                        |
| ja   | Datei hochladen | Bürgerheim HERIS-ID: 5532 Objekt-ID: 1403                                    | Brand 450 Standort KG: Schwarzenberg            | Das Bürgerheim Schwarzenberg, mit Stand von 2021 als Pflegeheim geführt, wurde im späten 19. Jahrhundert errichtet. Der Bau wurde durch Spenden finanziert. | BDA-Hist.: Q37841066 Status: § 2a Stand der BDA-Liste: 2025-06-30 Name: Bürgerheim GstNr.: 1076/5 Bürger Heim (Schwarzenberg)                                                            |
| ja   | Datei hochladen | Kriegerdenkmal HERIS-ID: 21336 Objekt-ID: 17655                              | Friedhof Standort KG: Schwarzenberg             | Das im Jahr 1920 westlich an die Pfarrkirche angebaute Kriegerdenkmal ist als überdachter Rundbogen mit Kruzifix und zwei Frauenfiguren gestaltet. Allseitig angebrachte Gedenktafeln und Inschriften erinnern an die Gefallenen der beiden Weltkriege und der Napoleonischen Kriege, zudem gibt es mehrere private Gedenksteine. | BDA-Hist.: Q37861269 Status: Bescheid Stand der BDA-Liste: 2025-06-30 Name: Kriegerdenkmal GstNr.: 2                                                                                     |
| ja   | Datei hochladen | Oberer Dorfbrunnen HERIS-ID: 21337 Objekt-ID: 17656                          | Hof Standort KG: Schwarzenberg                  | Im Oberdorf befindet sich der ältere der beiden Dorfbrunnen des Weilers Hof. Beide existierten bereits im Mittelalter, damals noch in Form von Holztrögen. | BDA-Hist.: Q37861285 Status: Bescheid Stand der BDA-Liste: 2025-06-30 Name: Oberer Dorfbrunnen GstNr.: .511 Oberer Dorfbrunnen (Schwarzenberg)                                           |
| ja   | Datei hochladen | Unterer Dorfbrunnen HERIS-ID: 21338 Objekt-ID: 17657                         | Hof Standort KG: Schwarzenberg                  | Durch eine Weiterleitung der den oberen Brunnen speisenden Quellen zum unteren Brunnen wurde die Wasserversorgung der wachsenden Bevölkerung und ihres Viehbestandes erleichtert. Beide Brunnen existierten bereits im Mittelalter, damals noch in Form von Holztrögen. | BDA-Hist.: Q37861306 Status: Bescheid Stand der BDA-Liste: 2025-06-30 Name: Unterer Dorfbrunnen GstNr.: .510 Unterer Dorfbrunnen (Schwarzenberg)                                         |
| ja   | Datei hochladen | Kath. Pfarrkirche, Heiligste Dreifaltigkeit HERIS-ID: 21339 Objekt-ID: 17658 | neben Hof 1 Standort KG: Schwarzenberg          | Die Pfarrkirche von Schwarzenberg ist ein mächtiger, lang gestreckter Barockbau mit Satteldach und einem eingezogenen Chor, der etwas niedriger ist als das Langhaus. Nördlich vom Chor erhebt sich der Turm. | BDA-Hist.: Q25682109 Status: Bescheid Stand der BDA-Liste: 2025-06-30 Name: Kath. Pfarrkirche, Heiligste Dreifaltigkeit GstNr.: .11 Pfarrkirche Heiligste Dreifaltigkeit (Schwarzenberg) |
| ja   | Datei hochladen | Friedhof HERIS-ID: 21340 Objekt-ID: 17659                                    | neben Hof 1 Standort KG: Schwarzenberg          | Der Friedhof mit zahlreichen schmiedeeisernen Grabkreuzen umgibt die Pfarrkirche auf drei Seiten. | BDA-Hist.: Q37861333 Status: Bescheid Stand der BDA-Liste: 2025-06-30 Name: Friedhof GstNr.: 2 Friedhof Schwarzenberg (Vorarlberg)                                                       |
| ja   | Datei hochladen | Pfarrhof HERIS-ID: 21342 Objekt-ID: 17661                                    | Hof 1 Standort KG: Schwarzenberg                | Der Pfarrhof westlich der Pfarrkirche wurde 1841 an Stelle eines Vorgängerbaus errichtet. Er ist ein zweigeschoßiger verschindelter Blockbau unter einem Walmdach. | BDA-Hist.: Q37861362 Status: Bescheid Stand der BDA-Liste: 2025-06-30 Name: Pfarrhof GstNr.: 874/2 Pfarrhof in Hof 1, Schwarzenberg                                                      |
| ja   | Datei hochladen | Bauernhof (Anlage) HERIS-ID: 5483 Objekt-ID: 1354                            | Hof 2 Standort KG: Schwarzenberg                | Der Wohnteil des Bauernhofs ist ein dreigeschoßiger, in den Obergeschoßen verschindelter Blockbau mit Walmdach. Er ist mit 1886 bezeichnet. | BDA-Hist.: Q37836005 Status: Bescheid Stand der BDA-Liste: 2025-06-30 Name: Bauernhof (Anlage) GstNr.: .60 Hof 2 (Schwarzenberg)                                                         |
| ja   | Datei hochladen | Bauernhof (Anlage) HERIS-ID: 5498 Objekt-ID: 1369                            | Hof 3 Standort KG: Schwarzenberg                | Der zweigeschoßige Blockbau aus der Zeit um 1800 hat ebenerdig einen gemauerten Kellersockel, einen zweigeschoßig ausgebauten Dachstuhl und ein Satteldach. Dach und Obergeschoß wurden 1947/1948 geschaffen. Der Wohntrakt liegt im Norden, der Wirtschaftsteil im Süden. Westlich, wo sich auch der ursprüngliche Eingang befindet (eine originale Holztür mit alten Beschlägen), verläuft frei durchgängig entlang der Straße ein zweigeschoßiger Schopf auf Holzpfosten. | BDA-Hist.: Q37838587 Status: Bescheid Stand der BDA-Liste: 2025-06-30 Name: Bauernhof (Anlage) GstNr.: .61/1                                                                             |
| ja   | Datei hochladen | Bauernhof (Anlage) HERIS-ID: 5494 Objekt-ID: 1365                            | Hof 5 Standort KG: Schwarzenberg                | Der zweigeschoßige Bauernhof, ein Blockbau mit Holzverschindelung, gemauertem Kellersockel, zwei Dachgeschoßen und Satteldach, wurde in der ersten Hälfte des 18. Jahrhunderts errichtet und später kaum verändert. An der östlichen Giebelseite sind oberhalb der Fenster ausgeprägte Klebedächer zu sehen, während die Fenster an der Nordseite über vorspringende Einzelverdachungen verfügen. Im Inneren befinden sich unter anderem ein gemusterter Kachelofen aus der Zeit um 1800 und eine Kassettendecke des späten 18. Jahrhunderts. | BDA-Hist.: Q37837920 Status: Bescheid Stand der BDA-Liste: 2025-06-30 Name: Bauernhof (Anlage) GstNr.: .79                                                                               |
| ja   | Datei hochladen | Bauernhof, Wohnhaus von Angelika Kauffmann HERIS-ID: 5495 Objekt-ID: 1366    | Hof 6 Standort KG: Schwarzenberg                | Das frühere Wohnhaus der Malerin Angelika Kauffmann, ein zweigeschoßiger Blockbau mit gemauerter ebenerdiger Kellerzone, Satteldach und zwei Dachgeschoßen, wurde in der zweiten Hälfte des 18. Jahrhunderts errichtet. Der östlich gelegene Wohntrakt mit Holzverschindelung und Klebedächern blickt zur Straße, im Westen befindet sich der mit Holzschindeln und Brettersturz verkleidete Wirtschaftstrakt. | BDA-Hist.: Q37838112 Status: Bescheid Stand der BDA-Liste: 2025-06-30 Name: Bauernhof, Wohnhaus von Angelika Kauffmann GstNr.: .80                                                       |
| ja   | Datei hochladen | Gasthaus Schäfle HERIS-ID: 5496 Objekt-ID: 1367                              | Hof 7 Standort KG: Schwarzenberg                | Das Gasthaus ist ein zweigeschoßiger verschindelter Blockbau mit zweigeschoßigem Giebel über einem gemauerten Erdgeschoß. Das Korbbogenportal ist im Keilstein mit 1813 bezeichnet. | BDA-Hist.: Q37838270 Status: Bescheid Stand der BDA-Liste: 2025-06-30 Name: Gasthaus Schäfle GstNr.: .81/1, .81/2 Hof 7 (Schwarzenberg)                                                  |
| ja   | Datei hochladen | Tanzhaus/Tanzlaube HERIS-ID: 21341 Objekt-ID: 17660                          | neben Hof 7 Standort KG: Schwarzenberg          | Die Tanzlaube neben dem Gasthaus Schäfle wurde im Jahr 1948 wieder hergestellt. | BDA-Hist.: Q37861348 Status: Bescheid Stand der BDA-Liste: 2025-06-30 Name: Tanzhaus/Tanzlaube GstNr.: .82                                                                               |
| ja   | Datei hochladen | Bauernhof (Anlage) HERIS-ID: 5497 Objekt-ID: 1368                            | Hof 8 Standort KG: Schwarzenberg                | Der zweigeschoßige Blockbau mit ebenerdigem gemauertem Kellerbereich, Satteldach und zwei Dachgeschoßen wird auf das 17. Jahrhundert datiert und überstand den Großbrand 1755 nahezu unbeschädigt. Die Giebelfassade ist mit Holzschindeln verkleidet. Der offene Schopf an der südlichen Traufseite verfügt über eine Bretterverkleidung, die unverschindelten, rot gefärbten Holzbalken an dieser Seite weisen Reste barocker Dekorationsmalerei auf. Im Inneren befinden sich unter anderem eine an Decke und Wänden getäfelte Stube aus dem 19. Jahrhundert, ein Buffetschrank aus dem 18. Jahrhundert, eine mit 1793 datierte Stubentür mit kunstvoller Dekoration sowie getäfelte Schlafkammern mit einem Kachelofen aus der Zeit um 1800. Ein Bescheid des Bundesdenkmalamtes bescheinigt dem Haus „einen hohen Bestand an originaler Substanz“ und eine Innenausstattung „von höchster handwerklicher Qualität“. | BDA-Hist.: Q37838434 Status: Bescheid Stand der BDA-Liste: 2025-06-30 Name: Bauernhof (Anlage) GstNr.: .84 Hof 8 (Schwarzenberg)                                                         |
| ja   | Datei hochladen | Gasthaus zum Ochsen HERIS-ID: 5475 Objekt-ID: 1346                           | Hof 11 Standort KG: Schwarzenberg               | Der verschindelte Blockbau mit zweigeschoßigem Giebel stammt wahrscheinlich aus der 2. Hälfte des 18. Jahrhunderts. | BDA-Hist.: Q37835220 Status: Bescheid Stand der BDA-Liste: 2025-06-30 Name: Gasthaus zum Ochsen GstNr.: 1046/1 Hof 11 (Schwarzenberg)                                                    |
| ja   | Datei hochladen | Wohnhaus HERIS-ID: 5476 Objekt-ID: 1347                                      | Hof 12 Standort KG: Schwarzenberg               | | BDA-Hist.: Q37835293 Status: Bescheid Stand der BDA-Liste: 2025-06-30 Name: Wohnhaus GstNr.: 5/2 Hof 12 (Schwarzenberg)                                                                  |
| ja   | Datei hochladen | Bauernhof (Anlage) HERIS-ID: 5474 Objekt-ID: 1345                            | Hof 13 Standort KG: Schwarzenberg               | Der Wohnteil des Bauernhofs ist ein verschindelter Blockbau mit traufseitig offenem Schopf und stammt aus der 2. Hälfte des 18. Jahrhunderts. | BDA-Hist.: Q37835122 Status: Bescheid Stand der BDA-Liste: 2025-06-30 Name: Bauernhof (Anlage) GstNr.: .18 Hof 13 (Schwarzenberg)                                                        |
| ja   | Datei hochladen | Gasthaus Hirschen HERIS-ID: 5477 Objekt-ID: 1348                             | Hof 14 Standort KG: Schwarzenberg               | Das dreigeschoßige Gasthaus ist mit 1812 bezeichnet. Es ist ein verschindelter Blockbau mit Walmdach und geschweiftem Zwerchgiebel, der auf einem Kellersockel aufruht. Das dritte Geschoß ist im Stil einer Pagode etwas eingezogen. | BDA-Hist.: Q37835415 Status: Bescheid Stand der BDA-Liste: 2025-06-30 Name: Gasthaus Hirschen GstNr.: .17 Hof 14 (Schwarzenberg)                                                         |
| ja   | Datei hochladen | Gasthaus Adler HERIS-ID: 5478 Objekt-ID: 1349                                | Hof 15 Standort KG: Schwarzenberg               | Der zweigeschoßige Gasthof mit zweigeschoßigem Giebel und Satteldach stammt aus dem 18. Jahrhundert. Er steht auf einem hohen Kellersockel samt zweiarmiger Außentreppe zum Mittelportal. | BDA-Hist.: Q37835533 Status: Bescheid Stand der BDA-Liste: 2025-06-30 Name: Gasthaus Adler GstNr.: .14 Hof 15 (Schwarzenberg)                                                            |
| ja   | Datei hochladen | ehem. Gasthaus Kreuz HERIS-ID: 5479 Objekt-ID: 1350                          | Hof 16 Standort KG: Schwarzenberg               | Der dreigeschoßige verschindelte Blockbau auf einem hohen Kellersockel stammt aus der 2. Hälfte des 18. Jahrhunderts. Er weist eine schmale Giebelseite sowie ein flach geneigtes Satteldach auf. | BDA-Hist.: Q37835649 Status: Bescheid Stand der BDA-Liste: 2025-06-30 Name: ehem. Gasthaus Kreuz GstNr.: .10 Hof 16 (Schwarzenberg)                                                      |
| ja   | Datei hochladen | ehem. Gasthaus Krone HERIS-ID: 5480 Objekt-ID: 1351                          | Hof 17 Standort KG: Schwarzenberg               | Der zweigeschoßige verschindelte Blockbau mit Satteldach stammt aus der Zeit um 1800. Er steht auf einem hohen Kellersockel samt zweiarmiger Außentreppe. | BDA-Hist.: Q37835752 Status: Bescheid Stand der BDA-Liste: 2025-06-30 Name: ehem. Gasthaus Krone GstNr.: .8 Hof 17 (Schwarzenberg)                                                       |
| ja   | Datei hochladen | Bauernhof (Anlage) HERIS-ID: 5481 Objekt-ID: 1352                            | Hof 18 Standort KG: Schwarzenberg               | Der Wohnteil des Bauernhofs ist ein zweigeschoßiger verschindelter Blockbau auf einem hohen Kellersockel. Der Keilstein des korbbogigen Mittelportals ist mit 1814 bezeichnet. | BDA-Hist.: Q37835816 Status: Bescheid Stand der BDA-Liste: 2025-06-30 Name: Bauernhof (Anlage) GstNr.: .7 Hof 18 (Schwarzenberg)                                                         |
| ja   | Datei hochladen | Wohnhaus, Mesnerhaus HERIS-ID: 5482 Objekt-ID: 1353                          | Hof 19 Standort KG: Schwarzenberg               | Der zweigeschoßige unverschindelte Blockbau über einem gemauerten Erdgeschoß wurde im 17. oder 18. Jahrhundert errichtet. | BDA-Hist.: Q37835896 Status: Bescheid Stand der BDA-Liste: 2025-06-30 Name: Wohnhaus, Mesnerhaus GstNr.: .5 Hof 19 (Schwarzenberg)                                                       |
| ja   | Datei hochladen | Wohnhaus HERIS-ID: 5484 Objekt-ID: 1355                                      | Hof 20 Standort KG: Schwarzenberg               | Das Wohnhaus mit Walmdach und geschweiftem Zwerchgiebel stammt aus dem frühen 19. Jahrhundert. | BDA-Hist.: Q37836109 Status: Bescheid Stand der BDA-Liste: 2025-06-30 Name: Wohnhaus GstNr.: .59 Hof 20 (Schwarzenberg)                                                                  |
| ja   | Datei hochladen | Bauernhof (Anlage) HERIS-ID: 5485 Objekt-ID: 1356                            | Hof 21 Standort KG: Schwarzenberg               | Der Wohnteil des Bauernhofs erhielt im 19. Jahrhundert sein heutiges Aussehen. | BDA-Hist.: Q37836209 Status: Bescheid Stand der BDA-Liste: 2025-06-30 Name: Bauernhof (Anlage) GstNr.: 701/3                                                                             |
| ja   | Datei hochladen | Bauernhof, Landammannhaus HERIS-ID: 5486 Objekt-ID: 1357                     | Hof 22 Standort KG: Schwarzenberg               | Der verschindelte Blockbau mit hohem Kellersockel und Mansarddach ist im Portal mit 1796 bezeichnet. | BDA-Hist.: Q37836383 Status: Bescheid Stand der BDA-Liste: 2025-06-30 Name: Bauernhof, Landammannhaus GstNr.: .55 Hof 22 (Schwarzenberg)                                                 |
| ja   | Datei hochladen | Bauernhof (Anlage) HERIS-ID: 5487 Objekt-ID: 1358                            | Hof 23 Standort KG: Schwarzenberg               | Der Wohnteil des Bauernhofs ist ein verschindelter Blockbau mit traufseitig offenem Schopf und stammt aus dem 18. Jahrhundert. | BDA-Hist.: Q37836627 Status: Bescheid Stand der BDA-Liste: 2025-06-30 Name: Bauernhof (Anlage) GstNr.: .57 Hof 23 (Schwarzenberg)                                                        |
| ja   | Datei hochladen | Bauernhof (Anlage) HERIS-ID: 5488 Objekt-ID: 1359                            | Hof 25 Standort KG: Schwarzenberg               | Der Wohnteil des Bauernhofs mit gekoppelten Fenstern und offenem Schopf stammt aus dem 18. Jahrhundert. | BDA-Hist.: Q37836846 Status: Bescheid Stand der BDA-Liste: 2025-06-30 Name: Bauernhof (Anlage) GstNr.: .41                                                                               |
| ja   | Datei hochladen | Wohnhaus, ehem. Einhof HERIS-ID: 5489 Objekt-ID: 1360                        | Hof 26 Standort KG: Schwarzenberg               | | BDA-Hist.: Q37837109 Status: Bescheid Stand der BDA-Liste: 2025-06-30 Name: Wohnhaus, ehem. Einhof GstNr.: 17/3                                                                          |
| ja   | Datei hochladen | Bauernhof (Anlage) HERIS-ID: 5493 Objekt-ID: 1364                            | Hof 27 Standort KG: Schwarzenberg               | Der zweigeschoßige verschindelte Blockbau mit traufseitigem Bretterschirm und offenem Schopf wurde wahrscheinlich im 18. Jahrhundert errichtet. | BDA-Hist.: Q37837780 Status: Bescheid Stand der BDA-Liste: 2025-06-30 Name: Bauernhof (Anlage) GstNr.: 18 Hof 27 (Schwarzenberg)                                                         |
| ja   | Datei hochladen | Kaplanhaus HERIS-ID: 5490 Objekt-ID: 1361                                    | Hof 28 Standort KG: Schwarzenberg               | | BDA-Hist.: Q37837346 Status: Bescheid Stand der BDA-Liste: 2025-06-30 Name: Kaplanhaus GstNr.: .42 Hof 28 (Schwarzenberg)                                                                |
| ja   | Datei hochladen | Bauernhof (Anlage) HERIS-ID: 5491 Objekt-ID: 1362                            | Hof 29 Standort KG: Schwarzenberg               | | BDA-Hist.: Q37837567 Status: Bescheid Stand der BDA-Liste: 2025-06-30 Name: Bauernhof (Anlage) GstNr.: .1                                                                                |
| ja   | Datei hochladen | Wohnhaus HERIS-ID: 5492 Objekt-ID: 1363                                      | Hof 471 Standort KG: Schwarzenberg              | Das Wohnhaus ist ein Blockbau aus der Zeit um 1900. | BDA-Hist.: Q37837701 Status: Bescheid Stand der BDA-Liste: 2025-06-30 Name: Wohnhaus GstNr.: 17/2 Hof 471 (Schwarzenberg)                                                                |
| ja   | Datei hochladen | Kapelle hl. Maria HERIS-ID: 5515 Objekt-ID: 1386                             | bei Weißtanne 371 Standort KG: Schwarzenberg    | Die rechteckige Kapelle mit Glockendachreiter wurde 1950 an Stelle eines Vorgängerbaus errichtet. | BDA-Hist.: Q37840183 Status: § 2a Stand der BDA-Liste: 2025-06-30 Name: Kapelle hl. Maria GstNr.: 3147/1 Hl. Maria Weißtannen, Schwarzenberg                                             |
| ja   | Datei hochladen | Bauernhof (Anlage) HERIS-ID: 5537 Objekt-ID: 1408                            | Loch 265 Standort KG: Schwarzenberg             | | BDA-Hist.: Q37841535 Status: Bescheid Stand der BDA-Liste: 2025-06-30 Name: Bauernhof (Anlage) GstNr.: .296 Einhof Loch 265 (Schwarzenberg)                                              |
| ja   | Datei hochladen | Bauernhof (Anlage) HERIS-ID: 5534 Objekt-ID: 1405                            | Loch 266 Standort KG: Schwarzenberg             | Der zweigeschoßige gestrickte Blockbau mit flachem Satteldach steht auf einem hohen Kellersockel und ist mit 1763 bezeichnet. | BDA-Hist.: Q37841255 Status: Bescheid Stand der BDA-Liste: 2025-06-30 Name: Bauernhof (Anlage) GstNr.: 4466/2 Einhof Loch 266 (Schwarzenberg)                                            |
| ja   | Datei hochladen | Bauernhof (Anlage), Vorsäßhütte HERIS-ID: 5508 Objekt-ID: 1379               | Lüttin 249 Standort KG: Schwarzenberg           | | BDA-Hist.: Q37840010 Status: § 2a Stand der BDA-Liste: 2025-06-30 Name: Bauernhof (Anlage), Vorsäßhütte GstNr.: 1076/1                                                                   |
| ja   | Datei hochladen | Flur-/Wegkapelle HERIS-ID: 5501 Objekt-ID: 1372                              | bei Maien 191 Standort KG: Schwarzenberg        | Die kleine Kapelle mit einem Glockendachreiter wurde 1657 erbaut und im Jahr 1912 erneuert. | BDA-Hist.: Q37839068 Status: § 2a Stand der BDA-Liste: 2025-06-30 Name: Flur-/Wegkapelle GstNr.: 10638                                                                                   |
| ja   | Datei hochladen | Bauernhof (Anlage) HERIS-ID: 5526 Objekt-ID: 1397                            | Oberkaltberg 239 Standort KG: Schwarzenberg     | | BDA-Hist.: Q37840678 Status: Bescheid Stand der BDA-Liste: 2025-06-30 Name: Bauernhof (Anlage) GstNr.: .139                                                                              |
| ja   | Datei hochladen | Kapelle hl. Theresia HERIS-ID: 5502 Objekt-ID: 1373                          | bei Ratzen 178 Standort KG: Schwarzenberg       | Die hölzerne Kapelle mit einer Vorhalle wurde im Jahr 1932 erbaut. | BDA-Hist.: Q37839177 Status: § 2a Stand der BDA-Liste: 2025-06-30 Name: Kapelle hl. Theresia GstNr.: .592 Hl. Theresia in Ratzen, Schwarzenberg                                          |
| ja   | Datei hochladen | Lourdeskapelle HERIS-ID: 5503 Objekt-ID: 1374                                | Schwarzen 90 Standort KG: Schwarzenberg         | Die kleine Kapelle wurde im Jahr 1893 gestiftet. | BDA-Hist.: Q37839300 Status: § 2a Stand der BDA-Liste: 2025-06-30 Name: Lourdeskapelle GstNr.: .520 Lourdeskapelle in Schwarzen, Schwarzenberg                                           |
| ja   | Datei hochladen | Kapelle hl. Anna HERIS-ID: 5504 Objekt-ID: 1375                              | in Stangenach Standort KG: Schwarzenberg        | Die Kapelle wurde ursprünglich 1689 gestiftet und 1751 vergrößert. Im Jahr 1910 erfolgten der Neubau des Chors sowie eine Restaurierung. Der neuromanische Aufbau des Hochaltars stammt aus dem Jahr 1885, der Tabernakel aus der Zeit um 1910. | BDA-Hist.: Q37839469 Status: § 2a Stand der BDA-Liste: 2025-06-30 Name: Kapelle hl. Anna GstNr.: .734 Kapelle Hl. Anna (Stangenach)                                                      |
| ja   | Datei hochladen | Kapelle in Au HERIS-ID: 5500 Objekt-ID: 1371                                 | Au Standort KG: Schwarzenberg                   | In der kleinen Kapelle mit Dachreiter steht ein einfacher Altar aus der Zeit um 1860 bis 1870. | BDA-Hist.: Q37838892 Status: § 2a Stand der BDA-Liste: 2025-06-30 Name: Kapelle in Au GstNr.: .538 Kapelle in Au, Schwarzenberg                                                          |
| ja   | Datei hochladen | Kapelle selige Ilga HERIS-ID: 5505 Objekt-ID: 1376                           | bei Auf dem Berg 641 Standort KG: Schwarzenberg | Die Kapelle mit gemauertem Vorzeichen und Krüppelwalmdach wurde im Jahr 1910 an Stelle eines kleineren Vorgängerbaus errichtet. Altaraufbau und Figuren im Innenraum sind neuromanisch. | BDA-Hist.: Q37839600 Status: § 2a Stand der BDA-Liste: 2025-06-30 Name: Kapelle selige Ilga GstNr.: .533 Kapelle selige Ilga, Schwarzenberg                                              |